# 聖瑪麗絲 (科羅拉多州)
聖瑪麗絲（英語：St. Mary's）是位於美國科羅拉多州克利爾克里克縣的一個人口普查指定地區。

## 地理
聖瑪麗絲的座標為39°49′13″N 105°38′58″W / 39.82028°N 105.64944°W，而該地最高點為海拔高度3072米（即10079英尺）。

## 人口
根據2010年美國人口普查的數據，聖瑪麗絲的面積為7.9平方千米，均為陸地。當地共有人口283人，而人口密度為每平方千米35人。